# Музей Вука и Доситея
Музей Вука и Доситея (серб. Музеј Вука и Доситеја) — один из мемориальных музеев в Белграде, рассказывающий о жизни, работе и наследии Вука Караджича (1787–1864), реформатора сербского языка, и Доситея Обрадовича (1742–1811), просветителя и первого министра просвещения. Памятник культуры.

## Описание и история
Здание построено в 1739 году и является старейшим сохранившимся жилым домом в стиле османской архитектуры в Белграде. Входит в список памятников особого значения Сербии. Находится в историческом квартале вокруг Досифеева лицея.
Музей основан 28 февраля 1949 года. Расположен в здании бывшей Великой школы, которая была основана в качестве лицея в 1808 году Доситеем Обрадовичем и просуществовала до 1813 года. С 1979 года музей вошёл в состав Народного музея.
Состоит из двух частей: на первом этаже находится отдел, посвященный Доситею Обрадовичу, a на втором этаже — Вуку Стефановичу Караджичу.
Аудитория музея — в основном, ученики начальных и средних школ, а также студенты факультета социальных наук, благодаря которым музей является самым посещаемым в Белграде.

## Галерея
- Пистолет Вука Караджича
- Двор здания, в котором располагалась женская часть или «гаремлук»[3]